# Marius Schneider
Marius Schneider (Haguenau, França, 1903 - Marquartstein, Baviera, Alemanya, 1982) fou un musicòleg alemany.
Va estudiar filologia i musicologia a les universitats d'Estrasburg i París, i piano amb Cortot. Va obtenir el doctorat a la Universitat de Berlín l'any 1930, amb la seva dissertació sobre l'Ars Nova del segle xiv. Fou assistent de Hornbostel en el Phonogramm-Archiv de Berlín (1932-34) i l'any 1934 i el va succeir com a director. L'any 1937, el govern va objectar la seva habilitació a la universitat de Berlín. Després del servei militar en la Segona Guerra Mundial, va fundar i dirigir el departament d'etnomusicologia en l'Instituto Español de Musicología, a Barcelona. Més tard, va esdevenir conferenciant del CSIC, en la Universitat de Barcelona (1947-55). L'any 1955 el varen acceptar a la Universitat de Colònia, on va ensenyar musicologia comparada i etnomusicologia fins al 1968. Després de jubilar-se, va ensenyar a la Universitat d'Amsterdam fins al 1970. Va morir l'any 1982 a Baviera.

## El seu treball com a musicòleg
Va ser guiat en l'estudi de l'edat mitjana per Wolf, i la seva recerca sobre els orígens i la història de la polifonia vocal el va dur a cercar en diverses fonts extraeuropees. Des d'una comparació sistemàtica de diversos exemples musicals de diferents regions i cultures, va treure conclusions importants sobre els principis de les tècniques polifòniques, la seva distribució al voltant del món i les seves relacions històriques. Era particularment interessat en els fenòmens polifònics de la música vocal d'Àfrica i del Caucas, i va estudiar també la relació entre la música escrita en els manuscrits europeus antics, i les tradicions de la música popular encara vigent, i els trets comuns entre les cultures mediterrànies. Altres estudis els va fer sobre la música de regions específiques o grups ètnics, a les Filipines, Mato Grosso, Camerun, Austràlia, Assam, Tunísia i, especialment, Espanya. La seva recerca sempre anava dirigida cap a la fenomenologia i els fonaments dels processos musicals. La seva posició metodològica en musicologia comparada i etnomusicologia, va ser expressada en contribucions bàsiques en llibres i enciclopèdies. En els seus darrers anys, Schneider va augmentar el seu interès en el significat i funció de la música en el context de filosofia, mitologia i religió al voltant del món, i va contribuir a una comprensió més profunda del paper de la música en l'estudi dels símbols i la cosmologia. Les seves idees van ocasionar discussions i controvèrsies entre els seus col·legues i estudiants a escala internacional, i va influenciar molt les noves generacions de l'escola de Colònia, successora de l'Escola de Berlín de Hornbostel.